# Paepalanthus holstii
Paepalanthus holstii är en gräsväxtart som beskrevs av Julian Alfred Steyermark. Paepalanthus holstii ingår i släktet Paepalanthus och familjen Eriocaulaceae. Inga underarter finns listade i Catalogue of Life.